# آلفردو ای. اوانجلیستا
آلفردو ای. اوانجلیستا (انگلیسی: Alfredo E. Evangelista; ۱ ژانویهٔ ۱۹۲۶ – ۱۸ اکتبر ۲۰۰۸) گردشگر، انسان‌شناس، و باستان‌شناس اهل فیلیپین بود.
وی همچنین برندهٔ جوایزی همچون برنامه فولبرایت شده‌است.